# Rhynchoticida ovivora
Rhynchoticida ovivora är en stekelart som beskrevs av Boucek 1978. Rhynchoticida ovivora ingår i släktet Rhynchoticida och familjen gallglanssteklar. Inga underarter finns listade i Catalogue of Life.